# MeeH
MeeH，香港商業電台著名唱片騎師少爺占成立的本地時裝品牌，在2011年創立，2017年停止營運。

## 背景
「MeeH」讀音為「咩」，是羊發出的叫聲，意念源於少爺占的一個夢境。他於一個訪問表示某天發了一個被一班黑羊追趕的夢，於是第二天起身後便在網上搜索黑羊，並有所發現，因此想到羊跟衣服有着很大的連結關係，然後再從羊毛標誌引申出這個包含了MeeH 4個字母的品牌logo。

## 簡介
MeeH的時裝設計由少爺占一手包辦，設計風格會以少爺占自身作為骨幹，剪綵偏向貼身，設計亦傾向簡約。此外，MeeH會不定期與其他品牌合作推出產品，曾合作品牌包括adidas、Levi's、Eastpak、OMG、New Balance和SpongeBob。

## 分店
2011年4月於香港銅鑼灣京士頓街9號1樓LCX Mall開始第一間店鋪。不過到2012年2月因被富商買起整個商場作超市，故改尋地點。2011年11月24日，於尖沙咀The ONE3樓重新開業。2012年3月3日，於尖沙咀海港城Lcx glass house開設分店，網上店同步開幕，並於開張日發售MeeH x DrMartens貨品。2012年9月24日於將軍澳新都城商場一期2樓開設第三間分店。到2015年在屯門領匯商場H.A.N.D.S開設第一間新界區分店。

## 停止營運
2016年4月3日，少爺占於其Facebook （页面存档备份，存于）公佈，因與合作夥伴出現了信任問題，決定要離開MeeH這個一手創立的時裝品牌。按照協議，前合作夥伴在2016年4月30日起停止使用MeeH這個品牌名字作營運，不會再有任何與品牌MeeH及其附屬品牌MeeH Girl的相關合作計劃進行和產品推出，少爺占本人會收回MeeH品牌名字的營運權。其facebook專頁在2017年中停止更新。

## 外部連結
- MeeH 官方網站 （页面存档备份，存于）
- facebook專頁

1. ↑  . 香港經濟日報. 2015-03-32  [2020-03-09].